# Rijksgraafschap Spiegelberg
Spiegelberg was een tot de Nederrijns-Westfaalse Kreits behorend rijksgraafschap binnen het Heilige Roomse Rijk.
De belangrijkste plaats van het graafschap was Coppenbrügge in de Duitse deelstaat Neder-Saksen.

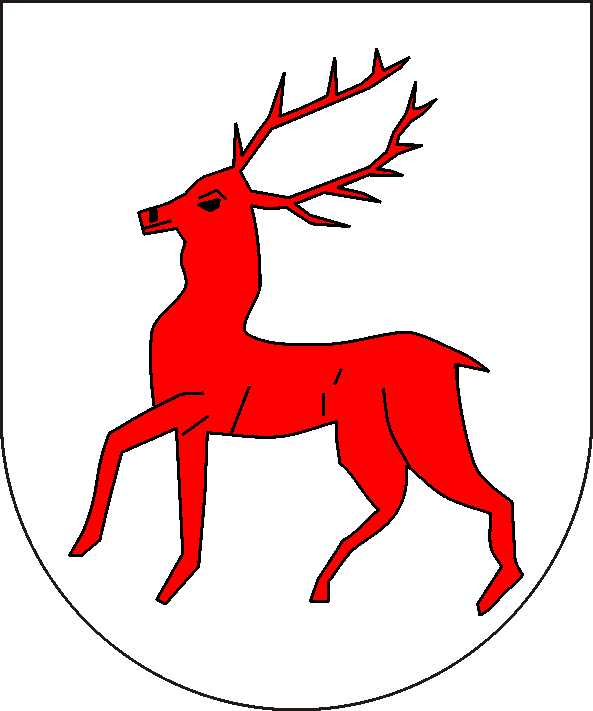
graafschap Spiegelberg

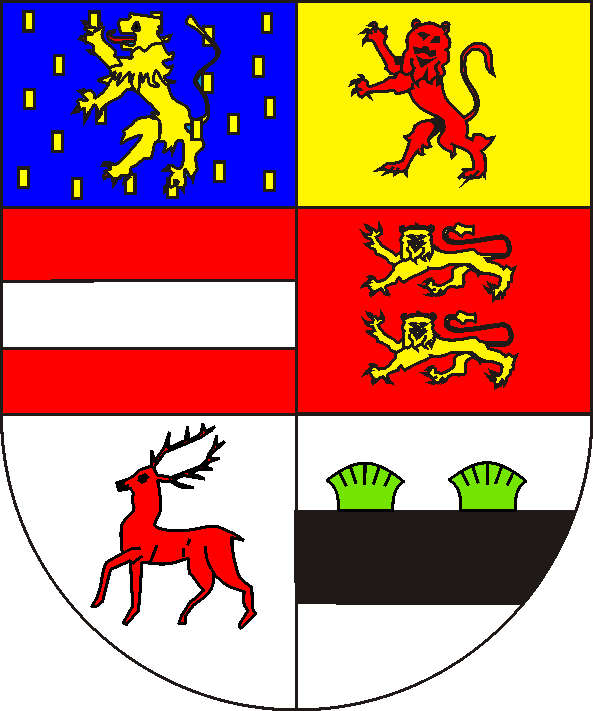
Nassau-Diez (1607-1640); 1: Nassau, 2: Katzenelnbogen; 3: Vianden; 4: Diez; 5: Spiegelberg; 6: Liesveld

## Geschiedenis
Het graafschap omvatte vijf dorpen rond Coppenbrügge. De graven van Spiegelberg worden in 1217 voor het eerst vermeld. Al in 1225 verloren ze hun burcht Spiegelberg aan de heren van Heerlijkheid Homburg (Nedersaksen). Rond 1300 bouwde de familie van Spiegelberg echter een nieuwe burcht in Coppenbrügge. Sinds 1494 was de graaf van Spiegelberg tevens graaf van Pyrmont. De laatste graaf uit het geslacht Spiegelberg was Filips, die in 1557 sneuvelde in de Slag bij St. Quentin.
Van 1557 tot 1583 was het graafschap in het bezit van de heren van Sternberg, een zijtak van de heren van Lippe en vanaf 1584 in het bezit van de graven van Gleichen-Tonna. Na het uitsterven van de graven van Gleichen-Tonna in 1631 verviel het graafschap aan de leenheer, de hertog van Brunswijk-Calenberg. Hertog Frederik Ulrich van Brunswijk-Wolfenbüttel beleende daarop zijn zuster Sophia Hedwig van Brunswijk-Wolfenbüttel met het graafschap. De hertogen van Brunswijk behielden echter de soevereiniteit, zodat de hertogen (later de keurvorsten van Hannover) de zetel innamen die het graafschap had op de Westfaalse gravenbank van de Rijksdag.
Merkwaardigerwijze behoorde het gebied tot de Nederrijns-Westfaalse Kreits, terwijl het omliggende gebied tot de Neder-Saksische Kreits behoorde.
Sophia Hedwig liet het graafschap na aan haar zoon, Willem Frederik van Nassau-Dietz, de stadhouder van Friesland. Spiegelberg deelde vanaf dat moment de lotgevallen van het huis Nassau-Dietz (sinds 1702 Oranje-Nassau). Pas koning Willem I verkocht zijn rechten aan het koninkrijk Hannover.
Het hoofd van het huis Oranje-Nassau (de Koning der Nederlanden) voert nog steeds de adellijke titel Graaf/Gravin van Spiegelberg.

## Meer informatie
In de ruïnes van de burcht te Coppenbrügge werden in de 18e en 19e eeuw enige grote vakwerkhuizen gebouwd. In één daarvan is het plaatselijke streekmuseum ingericht. Dit bevat de nodige informatie over het Graafschap Spiegelberg. Een maquette van het vroegere kasteel (situatie anno 1540) in het museum is gemaakt aan de hand van gegevens uit het Koninklijk Huisarchief te Den Haag.

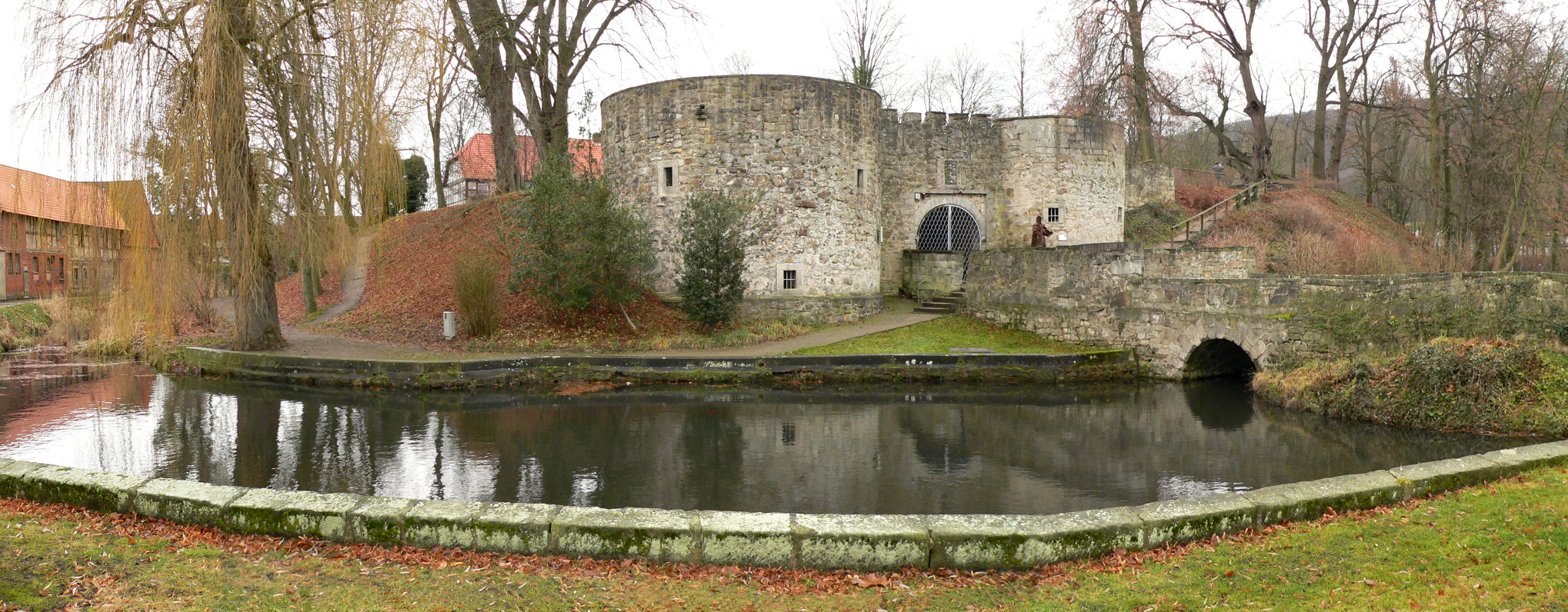
De ruïne van Burg Coppenbrügge
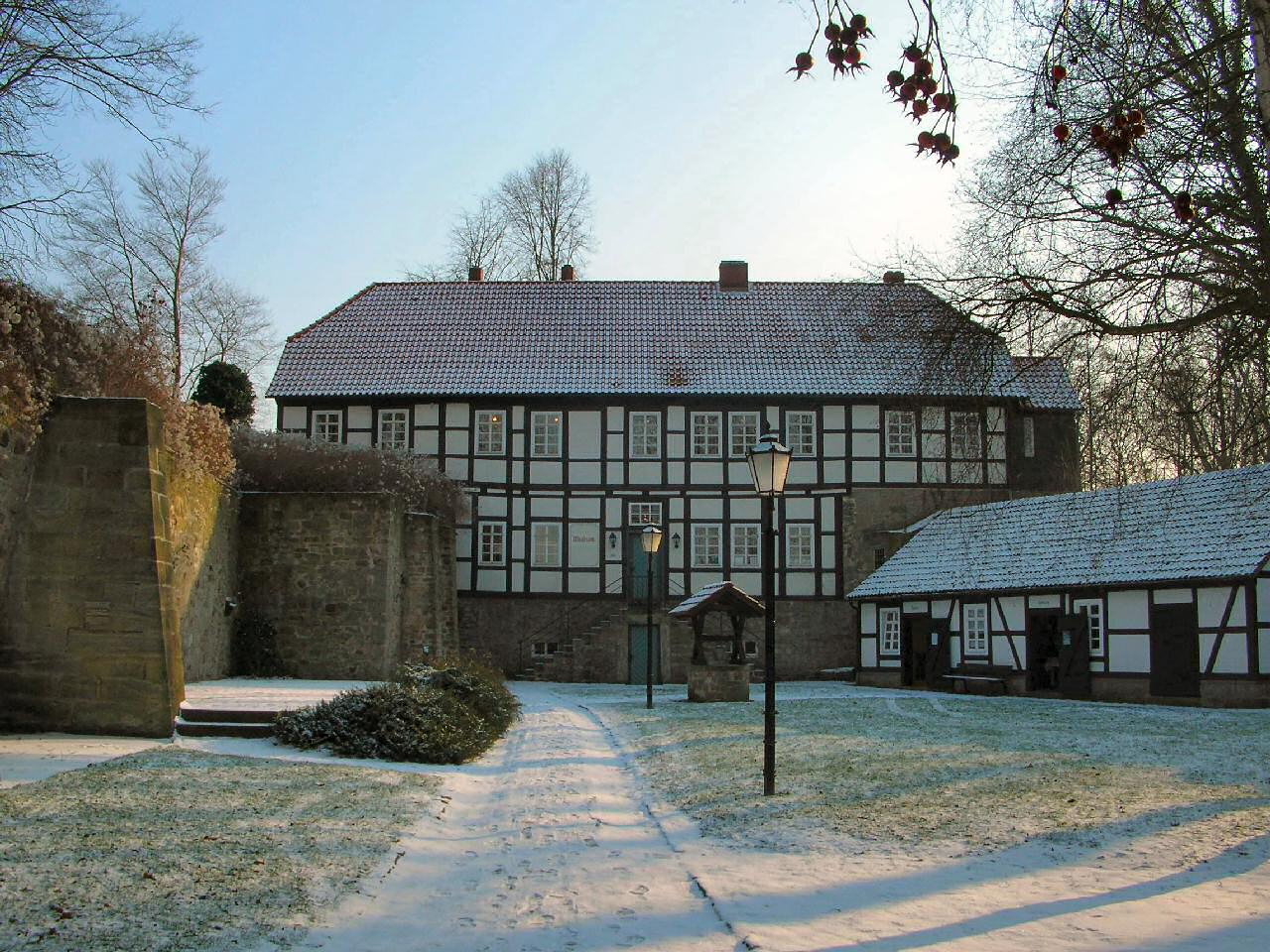
Museum op de binnenplaats van de kasteelruïne

## Lijst van regenten
| regerend  | naam                                           | geboren   | overleden  | familierelatie          |
| --------- | ---------------------------------------------- | --------- | ---------- | ----------------------- |
| 1494-1535 | Frederik van Spiegelberg en Pyrmont            |           | 5-3-1537   |                         |
| 1535-1557 | Filips van Spiegelberg                         | 28-3-1530 | 10-8-1557  | zoon                    |
| 1557-1583 | Ursula van Spiegelberg                         | 1526      | 6-3-1583   | zuster                  |
| 1583-1583 | Filips van Sternberg                           | 5-10-1560 | 11-2-1583  | zoon                    |
| 1583-1619 | Filips Ernst van Gleichen-Tonna                | 4-10-1561 | 18-11-1619 | zoon van moeders zuster |
| 1619-1631 | Johan Lodewijk van Gleichen-Tonna              | 1565      | 15-1-1631  | broer                   |
|           | Graven onder landsheerlijk gezag van Brunswijk |           |            |                         |
| 1631-1664 | Willem Frederik van Nassau-Dietz               | 7-8-1613  | 31-10-1664 |                         |
| 1664-1696 | Hendrik Casimir II van Nassau-Dietz            | 18-1-1657 | 15-3-1696  | zoon                    |
| 1696-1711 | Johan Willem Friso van Nassau-Dietz            | 4-8-1687  | 14-7-1711  | zoon                    |
| 1711-1751 | Willem IV van Oranje-Nassau                    | 1-9-1711  | 22-10-1751 | zoon                    |
| 1751-1806 | Willem V van Oranje-Nassau                     | 8-3-1748  | 9-4-1806   | zoon                    |